# Ludwig Ernst von Nicolay
Louis Ernst Freiherr von Nicolay (rus. Леонтий Павлович Николаи; Kopenhagen, 7. siječnja 1820. – Grande Chartreuse, 2. veljače 1891.) bio je ruski general tijekom Kavkaskog rata. Kasnije se obratio na katoličanstvo te ušao u kartuzijanski red uzevši ime Jean-Louis.